# رابارب
رابارب (در منابع فارسی و متون طب سنتی ریواس، راوند و ریوند چینی) (نام علمی: Rheum × hybridum) نام یک گونه از سرده ریواس است.